# ペイル (紋章学)

ペイル
Argent a pale gules.

ペイル（英: Pale、仏: Pal）は、紋章学や旗章学において、シールドや旗の中央を上下の端から端まで垂直にわたる帯状のチャージのことである。ペイルは、チーフ、ベンド、シェブロン及びフェスに加えて、紋章学の基本的なオーディナリーのうちの1つである。本来の意味では縦帯のことを指すが、紋章記述で「垂直である」という意味で幅広く用いられる。

## 解説

### 語源
ペイルは、杭垣を建設するのに用いられる幅の広いものというよりは非常に背の高い塀に用いるような木製の杭 (picket) であり、紋章のペイルがその名前に由来するのはこれとの類似点からである。ペイルという単語は、ラテン語で「棒」を意味する pālus に由来する。これが古英語に pāl として取り入れられ、1338年以前に中英語の北部方言で用いられた。なお、同じ綴りで「青白い」を意味するペイルとは語源が異なるので混同してはならない。

### ペイルの幅
フィールドのうちペイルの覆う部分がどのくらいの幅であるかは紋章官によって見解が異なり、その範囲は概ね5分の1から3分の1までが主流である。しかし、その幅は固定されておらず、他のチャージをペイルに置かない場合、すなわち紋章学的な表現ではペイルがチャージされていないならば、そのペイルは比較的細いものであることもある。ペイルにチャージが重ねられている場合はチャージの図柄を描くための場所を確保するために典型的にそのペイルはチャージされていないものより広い。

### ペイレット

ペイレット
Argent two pallets gules.

2本以上のペイルがフィールドに現れるとき、イギリスの紋章学において、これらは従来よりペイレット (pallets) と呼ばれる。ペイレットは通常、ペイルのディミニュティブとして分類されるが、トゥー・ペイレット (two pallets) のシールドのペイレットはペイルと比べてまったく細くないことがある。その一方でペイレットの左右どちらかの側にある他のチャージに呼応して幅を細くすることがある。なお、1本で用いる場合は、どんなに細く見えてもペイレットとは呼ばない。

### ディミニュティブ
ペイルは、シールドの上下どちらかの端に達しないように短くカット（クーペド (couped) ）されることがあるが、他のチャージでちょうど「クーペド・イン・チーフ (couped in chief) 」として記述されるようにシールドの上方でペイルをカットする際には、この場合のための特別な用語である「ア・ペイル・リトレイト (a pale retrait) 」を用いる。これは、ペイレットにもあてはまる。下方でクーペドされるならば、そのペイルは「ア・ペイル・リトレイト・イン・ベース (a pale retrait in base) 」と記述される。
通常のペイルの 1/4 ほどの幅のものをエンドース (endorse) と呼ことがある。2本のエンドースで挟まれたペイルをペイル・エンドースト (pale endorsed) と記述するが、ベンドやフェスと同じようにコティス (cotised) を用いてもよい。

### ペイルに関する用語
イン・ペイル (in pale)2つ以上のチャージが垂直に一列に並べられている様子を表す。チャージが1つしかない場合は、ペイルワイズと同じ意味で使われることがある。
ペイルワイズ (palewise)チャージがペイルのように垂直方向に向けて置かれることを意味する。
パーティ・パー・ペイル (party per pale)ペイルの方向に走る1本の線によってフィールドを2つに分割することを意味する。分割したそれぞれのフィールドに2つのティンクチャーを向かって左、右の順、紋章学的に表現するとデキスターからシニスターの順に記述する。
ティアスト・パー・ペイル (tierced per pale)ペイルの方向に走る2つの線によってフィールドを3つに分割することを意味する。ティアスト・ペイルワイズ (tierced palewise) とも記述する。分割したそれぞれのフィールドに3つのティンクチャーを向かって左、中、右の順に記述する。デキスター側からシニスター側に向かう順番で記述するのはパーティ・パー・ペイルと同様である。各国の国旗で広く見かけられる図柄であり、このような旗を一般に三色旗と呼ぶ。

ペイリー Paly of six, argent and gules
スリー・ペイレット Argent three pallets gules

ペイリー (paly)垂直方向に4つ以上の偶数の部分に分割し、金属色又は毛皮模様と原色のティンクチャーが交互に現れるフィールドを意味する。フィールドをいくつに分割するかを記述し、その後に2つのティンクチャーを記述する。特に初期の紋章学で用いられていたが、この用語は現在フィールドの変化 (variation of the field) を記述するために予約されている。

イン・ペイル （垂直） Gules a key in pale the wards upwards and to the sinister argent
イン・ペイル （配置） Gules four plates in pale
パーティ・パー・ペイル Party per pale, gules and argent
ティアスト・パー・ペイル Tierced per pale, gules ,argent and sable

- ペイリー
Paly of six, argent and gules
- スリー・ペイレット
Argent three pallets gules

## 特殊例

アメリカ合衆国の紋章

アメリカ合衆国の実質上の国章。鷲の胸の前にあるシールドがアメリカ合衆国の紋章。

1782年に連合会議によって定められたアメリカ合衆国の国章や大統領命令10860号により定められているアメリカ合衆国大統領の紋章、同じく大統領命令11884号による副大統領の紋章に描かれているシールドの公式の紋章記述は次のとおりである。
Paleways of thirteen argent and gules, a chief azure
（銀色と赤色のペイル方向の13分割に青色のチーフ）
紋章記述の冒頭に用いられている Paleways は伝統的なイギリスの紋章学には存在しない記述であり、紋章学の原則を厳格に当てはめるとこれは誤った記述である。これを紋章学的に正しく記述するならば、
Argent, six pallets gules and a chief azure
（銀色の地に6本のペイレットに青色のチーフ）
となる。しかしながら、13という数字はアメリカ合衆国の独立時の13植民地に由来するもので、この国にとって極めて重要な数字である。6本のペイレットではその意図が失われてしまうため、この数字を用いるためにあえて伝統的な紋章記述を無視して、Paleways という記述を独自に創作しているのである。
もし、ティンクチャーを2つ指定してこのような縦縞模様を作りたければ、本来であればペイリーを使うべきであるが、ペイリーの縞模様は偶数でなければならないため、13を指定するとやはり誤った記述になってしまい、13本のストライプにすることができない。ところが、アメリカ合衆国の紋章を用いる際に時折13を指定したペイリーを使って記述されていることがあり、アメリカ沿岸警備隊の紋章について定めた別の大統領命令（10707号）にそれが記載されていることさえあり、しばしば混同が見られる。
Paly of thirteen pieces argent and gules a chief azure
（銀色と赤色の13分割のペイリーに青色のチーフ）